# Ледовый дворец (Ашхабад)
«Национальный олимпийский спортивный дворец» — ледовый дворец на 1000 мест в южной части города Ашхабаде на Проспекте Арчабиль. Открыт 18 мая 2006 года. Предназначен для спортивных соревнований по хоккею с шайбой, фигурному катанию. Площадь здания около 8 тысяч квадратных метров. В данный момент в арене тренируются все ашхабадские хоккейные клубы и группа фигурного катания.

## История
Президент Туркменистана Сапармурат Туркменбаши приказал построить ледовый дворец в пустыне предгорья Копетдага. «Давайте построим ледовый дворец — величественный и большой, способный вместить тысячу человек», — сказал Туркменбаши. — «Наши дети могут учиться кататься на лыжах, мы можем построить там кафе и рестораны». В 2006 году компания Bouygues завершила строительство первого Ледового дворца. В церемонии открытия Ледового дворца приняли участие члены правительства, депутаты Меджлиса Туркменистана, руководители министерств, ведомств, общественных организаций, главы аккредитованных в Туркменистане дипломатических миссий, спортсмены, учащиеся столичных вузов и школ. Для участия в церемонии открытия в Ашхабад была приглашена группа известных фигуристов из Франции, в числе которых вице-чемпион мира 2006 года Бриан Жубер.
В настоящий моммент во дворце проводят игры и тренировки ашхабадские хоккейные команды и сборная Туркменистана по хоккею с шайбой.

## Описание
Главной частью спорткомплекса является ледовая арена, которая соответствует по размерам хоккейной площадке европейского стандарта (60 на 30 метров). Одновременно на коньках могут кататься 150 человек. Трибуна  вмещает 1000 зрителей. В комплексе есть цех по производству льда, мастерская для заточки коньков, пункт проката спортивного снаряжения и гараж для машин по уходу за льдом с установкой по перетопке снега.